# Bitwa pod Legnicą (1760)
Bitwa pod Legnicą (właściwie bitwa pod Pątnowem Legnickim) – starcie zbrojne, które miało miejsce 15 sierpnia 1760 w czasie wojny siedmioletniej, pomiędzy wojskami pruskimi pod dowództwem króla Fryderyka II a wojskami austriackimi dowodzonymi przez feldmarszałka Leopolda von Dauna.

## Strategia dowódców
Na wieść o zajęciu Kłodzka przez Austriaków (26 lipca) król pruski wyruszył z Saksonii na Śląsk i 9 sierpnia stanął pod Legnicą. Austriacy natychmiast skierowali pod Legnicę siły von Dauna. Fryderyk usiłował obejść lewe skrzydło Austriaków, lecz zagrożony osaczeniem przez przeważające siły austriackie - musiał cofnąć się pod miasto. Austriacy rozłożyli się pod Złotoryją, Kościelcem i Grzybianami, zagrażając pruskim liniom komunikacyjnym do Wrocławia (w którym znajdowały się siły księcia Henryka Pruskiego oraz magazyny). Fryderyk postanowił w nocy na 15 sierpnia odejść za rzekę Czarna Woda, aby zbliżyć się do Wrocławia. Von Daun nie wiedząc o tym przegrupowaniu, zamierzał obejść nocą pruskie skrzydła za pomocą korpusu gen. Ernesta Laudona (24 000 ludzi) i Franciszka Lacy'ego, zaś sam zamierzał uderzać w centrum głównymi siłami.

## Przebieg bitwy
Ok. godziny 4 rano 15 sierpnia czoło korpusu generała austriackiego Ernesta Laudona przeprawiło się przez Kaczawę pod Bienowicami i Pątnowem i natknęło się na siły pruskie. Doszło do walk kawalerii, w których przewagę uzyskali Prusacy, zyskując tym czas niezbędny dla uszykowania piechoty. Niemal połowa pruskiej armii pod dowództwem Hansa Joachima von Zietena rozwinęła się na południe od Dobrzejowa jako osłona przed głównymi siłami von Dauna. Natarcie piechoty Laudona na centrum pruskiego szyku załamało się w ogniu piechoty i artylerii, zaś uderzenie kawalerii prawego skrzydła zostało odparte przez kawalerię pruską. Laudon miał zamiar obejść lewe skrzydło pruskie częścią swojej piechoty – lecz akcja ta nie dała rezultatu. Po krótkich, lecz zaciętych walkach prawe skrzydło Laudona, któremu nie udało się zsynchronizować działań piechoty i kawalerii zostało odrzucone na wschód, zaś lewe skrzydło musiało wycofać się na południe.
W tym czasie główne siły austriackie dowodzone przez von Dauna zbliżyły się do Czarnej Wody, lecz z powodu zagrożenia ze strony wojsk von Zietena austriacki dowódca nie zdecydował się na przeprawę. Mimo rozbicia korpusu Laudona Prusacy nie ruszyli do pościgu za nim, gdyż Fryderyk obawiał się osaczenia swych sił, przez mających wciąż dużą przewagę liczebną Austriaków.